# Dalälven
Dalälven er en flod i Mellemsverige, der løber fra Norge og Dalarna via det nordlige Västmanland og det sydligste Gästrikland og ud i havet ved Älvkarleby i det nordlige Uppland. Dalälven betragtes ofte som en slags sydlig grænse til Norrland.
Dalälven er 541,7 km lang. Disponibel vandkraft er cirka 1420 MW, hvoraf omkring to tredjedele er udnyttet (den største kraftstation er Trängslet). Den var tidligere en vigtig flodvej. I dens nordlige dele er den delt i to elve, Österdalälven (som løber gennem Siljansøen) og Västerdalälven; disse to mødes i Djurås. Vandløbene nord for Falun løber ind i elven via søen Runn.